# Elżbieta Drużbacka
Elżbieta Drużbacka, poljska pesnica, * okrog 1695, † 1765, Tarnow.
Bila je prva pomembnejša poljska pesnica. Delovala je v času poznega baroka in razsvetljenstva.

## Življenje
Njeno življenje je poznano zaradi bogate korespondence. Rodila se je v plemiški družini in svojo izobrazbo pridobila na različnih dvorih na Poljskem. Z možem sta imela dve hčeri. Po smrti moža in najstarejše hčere se je umaknila v samostan sester bernardink v Tarnowu, kjer je preživela preostanek svojega življenja. Bila je prababica Aleksandra Fredre.
Pisala je predvsem verske pesmi, njene posvetne pesmi in rimane povesti pa so imele pridih krščanske miselnosti. Najbolj jo je odlikoval preprost in čist jezik brez latinskih izrazov, kar je bilo za tisti čas nenavadno. Njeno ustvarjalnost je cenil mdr. Ignacy Krasicki, avtor prvega romana v poljskem jeziku.

## Pomembnejša dela
- Opisanie czterech części roku (Opis štirih letnih časov)
- Fabula o książęciu Adolfie, dziedzicu Roksolanii (Zgodba o knezu Adolfu)
- Zbiór rytmów (Zbirka pesmi, 1752)

## Omembe v sodobni literaturi
Drużbacka se kot lik pojavi v Jakobovih bukvah, obširnem epsko-zgodovinskem romanu poljske pisateljice in Nobelove nagrajenke Olge Tokarczuk. Bralstvo jo spremlja v poznem obdobju njenega življenja, predvsem preko pisem, ki si jih izmenjuje z duhovnikom Benedyktom Chmielowskim. 